# 包悦卿

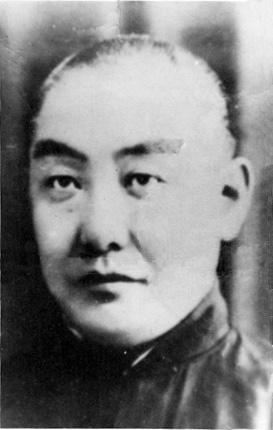
1930年代的包悦卿

包悦卿（1894年—1939年），蒙古名色音巴雅尔，哲里木盟科尔沁左翼后旗（今屬内蒙古自治區通遼市）人。中华民国大陆时期军事和政治人物，蒙古军中将，共产国际间谍。

## 生平
包悦卿的父亲是特古斯巴雅尔，曾被清朝授予四等台吉。包悦卿幼年在家念私塾，后入旗立马兰屯小学堂。中华民国初年，他入奉天蒙文中学堂。后来他辍学在旗札萨克衙门任见习笔帖式。任职期间，他制止了旗印务扎兰乌恩吉尔格勒背着札萨克阿穆尔灵圭亲王进行的放垦活动。此举遭到旗内官员痛恨，他不久就被以“聚众闹事，反对王爷，图谋不轨”等罪名驱逐出旗。
此后他曾参加卢占奎部队，并和达木林苏克在科尔沁左翼后旗招兵组建骑兵独立团，达木林苏克任团长，包悦卿任参谋长。后来外蒙古苏赫巴托尔领导的蒙古人民革命不断取得胜利，包悦卿遂将部队带到索伦一带进行整训，以待外蒙古方面的支援，从而进行内蒙古自治。然而这时第二次直奉战争爆发，骑兵独立团被张作霖部剿灭，包悦卿只身逃脱，躲到北京的学友克兴额家。
在北京，包悦卿和白云梯、郭道甫、金永昌、李丹山、伊德钦等人筹划组织了内蒙古国民革命党（后称内蒙古人民革命党，简称内人党）。1925年10月12日该党第一次代表大会在张家口召开，他在大会上当选为中央常务委员。会后，他和乐景涛组建内蒙古骑兵旅。后来，因冯玉祥部败退，内人党总部撤至鄂尔多斯、宁夏一带。其间，旺丹尼玛任总司令，包悦卿任副总司令的部队在守卫该党总部，抗击军阀，剿灭土匪等方面发挥了重要作用。 1927年1月，内人党紧急会议在乌兰巴托召开，会上白云梯、郭道甫、包悦卿等人被免职。
会后，包悦卿遵照共产国际的指示转为中国国民党党员。此后他被南京国民政府任命为蒙藏委员会专门委员，国民政府军事参议院中将参议等职。1934年，德穆楚克栋鲁普在百灵庙成立蒙古地方自治政务委员会。包悦卿征得共产国际同意，出任该会财政委员会主任委员。1936年，蒙古军政府和蒙古军总司令部成立，包悦卿任蒙古军第八师中将师长。1937年，他任蒙古军中将参议。同年，蒙疆银行在张家口成立，他出任总裁（山田茂二为副总裁）。在南京国民政府和德穆楚克栋鲁普领导下任职期间，他始终保持着和共产国际的联系，为共产国际传递情报，并保护共产国际的联络员。
1939年夏，包悦卿在贝子庙（今锡林浩特）举行的那达慕上突发急病，在送往北京医治无效后逝世。